# Rigshospitalet
Het Rigshospitalet (Rijkshospitaal, maar meestal niet vertaald) is een van de grootste ziekenhuizen in Denemarken en het meest gespecialiseerde ziekenhuis in Kopenhagen. Het ziekenhuis is gevestigd in een functionalistisch gebouw van 16 verdiepingen. Het is een van de opleidingsziekenhuizen van de Universiteit van Kopenhagen en ligt nabij het nationale voetbalstadion Parken.